# Elise Hall

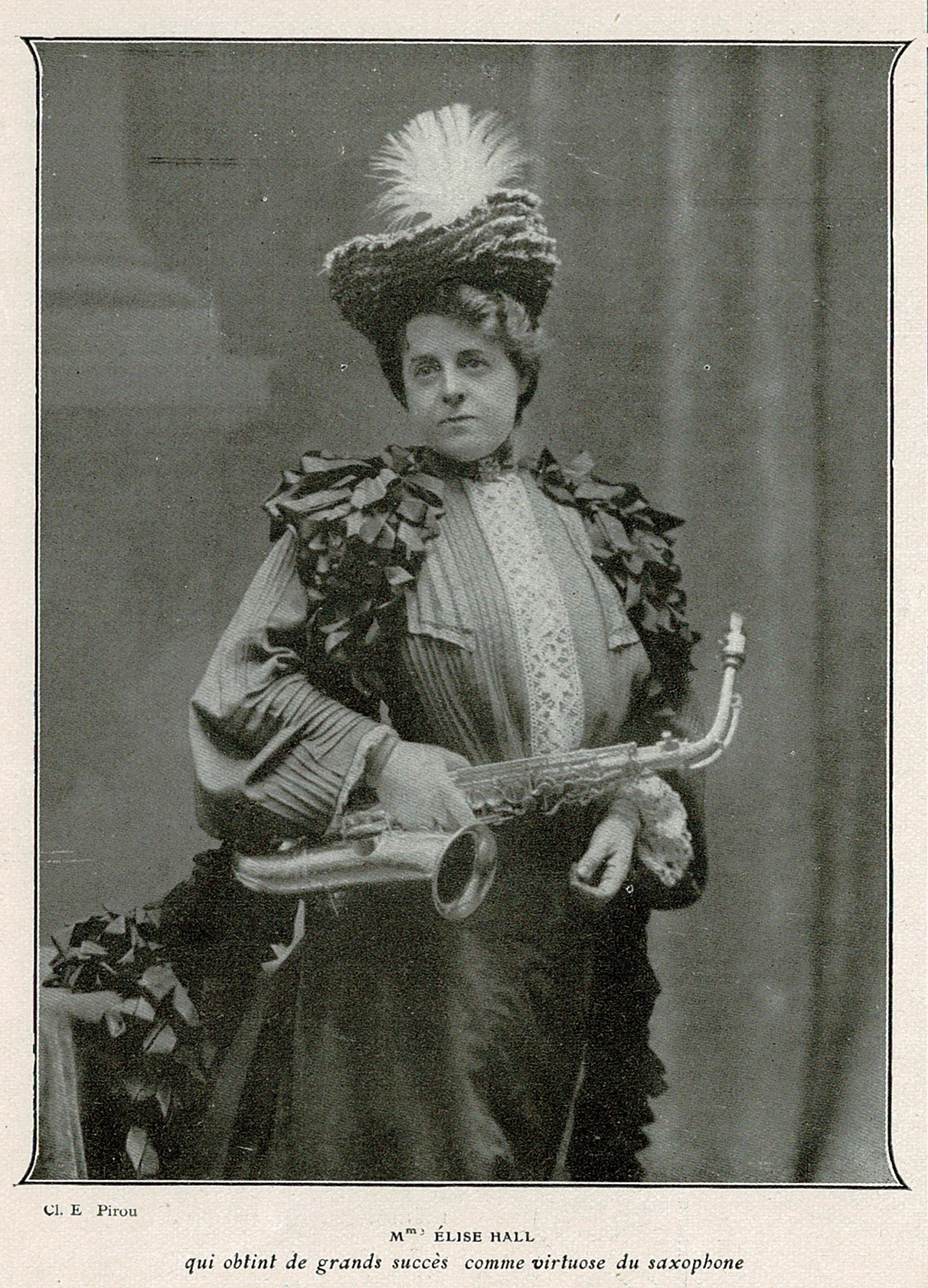
Elizabeth Hall ca.1904. Musica [no. 35], [sin día] agosto de 1905, n.p. [18]. (Fotógrafo Eugène Pirou).

Elise Hall (1853-1924), o Elizabeth Boyer Swett Coolidge (nombre de soltera), fue una saxofonista ‘clásica’ americana, promotora de conciertos, e impulsora de obras concertísticas (y concertantes) para saxofón y orquesta. En realidad, fue la primera persona en la historia en protagonizar una obra original concertante para saxofón con orquesta, concretamente en Boston (1901). Igualmente, nunca nadie antes había tocado solísticamente una obra de ese tipo en París (1904)  —ni en Francia—, lo cual no solo tiene un inmenso valor por sí solo, sino aun más porque era mujer y estaba muy mal visto que ellas se emplearan en instrumentos de lengüeta como el saxofón.

## Primera época
Aunque posiblemente Elizabeth nació en París, su nacionalidad era estadounidense y perteneció a una de las familias burguesas más importantes y ricas de toda Nueva Inglaterra. El linaje de los Coolidge se remonta hasta los primeros colonos que no solo lograron subsistir en aquellos difíciles primeros momentos, sino que forjaron un pequeño imperio económico gracias al comercio. Seguramente, la infancia y juventud de Elizabeth fue moldeada bajo unos parámetros bastante codificados y dentro de un nivel de vida muy alto. Se le suponen varios viajes (y educación) en Francia donde probablemente tuvieron cabida actividades artísticas y algo de música. En cualquier caso, aquellos primeros años forjaron un fuerte apego por la cultura gala que se acrecentaría con el tiempo.
En 1879 se casó en Boston con el afamado doctor y cirujano Richard-John Hall. La pareja viajó a Londres, París, Viena y Heidelberg (Alemania) de luna de miel; y posteriormente (1881) se afincó en Nueva York donde Richard-John ejerció.
Sin embargo, Richard-John enfermó y la familia (tuvieron dos hijas, Elise, nacida el 23 de junio de 1883, y Mary, 14 del mismo mes de 1887) se desplazó en 1889 a la soleada Santa Bárbara, California, donde el malogrado médico se intentaría recuperar.

## Santa Bárbara, California
Aquella pequeña ciudad de la costa oeste (y que no llegaba a las 6.000 almas en 1890) ya gozaba desde hacía unos años de una interesante oferta vacacional y de descanso —era un health resort— que incluía balnearios, aguas medicinales e instalaciones de lujo, lo cual atraía a personas con un alto poder adquisitivo. Y, efectivamente, Richard-John se fue recuperando —o eso parecía— e incluso volvió a ejercer en el Santa Barbara Cottage Hospital (recién inaugurado en 1891), aunque, al poco tiempo, se asoció con un colega (Dr. G. Walther Otto) y abrió su propio dispensario. Por su parte, Elise Hall estableció lazos con la comunidad de Santa Bárbara a través de la música; es más, se convirtió en la presidenta del recién creado “The Amateur Music Club” (1892) donde participaba activa y a veces destacadamente con el saxofón.
Sin embargo, Richard-John siguió adquiriendo responsabilidades e inundándose de trabajo, lo que unido a su latente enfermedad y a unas “complicaciones de carácter intestinal” (peritonitis? shock séptico?) acabaron con su vida en enero de 1897. La viuda y sus dos hijas se quedaron hasta principios de verano de 1897 en California mientras se organizaba el regreso a la costa este y a sus orígenes, Boston, donde establecería su residencia permanente.

## Boston y París
Elise Hall, afincada definitivamente en la capital de Massachusetts, tomó la iniciativa de presidir el Boston Orchestral Club, una activa (y elitista) asociación musical de amateurs. Evidentemente, fueron sus dólares los que le reportaron ese puesto de gestión, al igual sufragaron alquileres, refuerzos, instrumental, adaptaciones de partituras, etc. para que aquel proyecto saliera adelante; pero, más importante, fueron la verdadera (y probablemente única) ‘motivación’ para que (al menos) dieciséis compositores europeos y americanos —algunos de ellos, los más valorados del mundo— crearan veinticuatro obras originales para saxofón, la mayoría de carácter concertante.
Evidentemente, la iniciativa tuvo asesores entre sus amistades y también entre algunos de los músicos más conocidos de la ciudad. Sin duda, el más importante de esos últimos fue Georges Longy (1868-1930), un oboísta de origen francés con un currículum bastante dilatado que había conseguido recientemente (1898) ese atril de ese instrumento en la Orquesta Sinfónica de Boston. Longy tutorizó los avances musicales de Elise Hall y actuó de intermediario para conseguir algunas de esas partituras y conciertos.
El 5 de enero de 1904 se produjo uno de los estrenos más significativos del Boston Orchestral Club en el Jordan Hall de Boston, concretamente el del opus 55, Choral varié para saxofón alto (o viola) y orquesta, de Vincent D’Indy (1851-1931), protagonizado por Elizabeth. Aquel compositor también ofreció a Mrs. Hall llevar su obra a París esa primavera y ofrecerla en un “concert of great consequence”. Sin duda, esa iba a ser una gran oportunidad para que el saxofón se diera a conocer de forma seria en un foro tan importante como el Nouveau Théâtre (Théâtre de Paris) y, además, acompañado por la venerada orquesta de la Société Nationale; por supuesto, todo ello sufragado por Hall. Esa iba a ser la primera vez en la historia en la que se escucharía al instrumento en la capital de Francia escoltado por una formación sinfónica.

## Vinculación con Claude Debussy  y laRapsodiepara saxofón y orquesta
Elise Hall y su enseñante, Georges Longy, encargaron (1901-02?) una pieza con orquesta sinfónica y saxofón a Claude Debussy, si no el mejor compositor del globo, sí el de más proyección en ese momento. La Rapsodie del genio simbolista fue el primer gran acierto de la historia de la literatura del saxofón, lo cual demuestra que era posible crear una pieza de calidad —incluso sin requerimientos técnicos complejos— si se contaba con la genialidad (y/o la lucidez) de alguien que pudiera llevarla a cabo. Sin embargo, el alumbramiento de esa partitura no fue nada sencillo, ya no solo por los posibles recelos de los editores (MM. A. Durand e hijo), sino porque el compositor dio muestras de una insultante falta de educación, seriedad profesional y respeto.

## Últimos años
Elise Hall dio su último concierto el 28 de enero de 1920 —tenía sesenta y seis años— y seguramente ya estaba bastante impedida (sufría sordera). No obstante, sus dólares siguieron nutriendo a los grupos camerísticos de su entorno, lo cual le mantenía activa en el circuito y en los círculos artísticos que gustaba frecuentar. Incluso, en noviembre de 1921, todavía financiaba los recitales de la academia de música que Longy había abierto en Boston. Pero, al mes siguiente, sus hijas la aparcaron de la vida pública aduciendo que estaba incapacitada para cuidar adecuadamente de sus bienes. Elise fue citada ante el juez en enero de 1922, entendemos para argumentar su autonomía o defenderse, pero no se presentó, por lo que invistieron a su yerno con los poderes de gestión sobre su patrimonio. Este —que se había convertido recientemente en el portavoz de los republicanos en The Massachusetts House of Representatives— y el resto de la familia solo tardaron unos días en ingresarla en un psiquiátrico, primeramente en el Channing Sanatarium (Wellesley, MA) y después en el Westwood Lodge (Westwood, MA), donde murió el 27 de noviembre de 1924. Elise Hall fue inhumada en el Forest Hills Cemetery, un camposanto a once kilómetros del centro de Boston.